# Неуротични страх
Неуротични страх је ирационалан страх од неке непознате опасности иза које се, по правилу, скрива страх од нагонских захтева ида. То је страх од навале забрањених, снажних и несвесних нагонских импулса, односно страх од казне која је повезана са њиховим задовољењем. Јавља се у виду стрепње, фобичког страха и напада страха. За разлику од реалног, неуротички страх је страх од непознате, а често и безначајне опасности.